# Phrudocentra leuconyssa
Phrudocentra leuconyssa là một loài bướm đêm trong họ Geometridae.